# ル・リオン＝ダンジェ
ル・リオン＝ダンジェ （Le Lion-d'Angers）は、フランス、ペイ・ド・ラ・ロワール地域圏、メーヌ＝エ＝ロワール県のコミューン。

## 地理

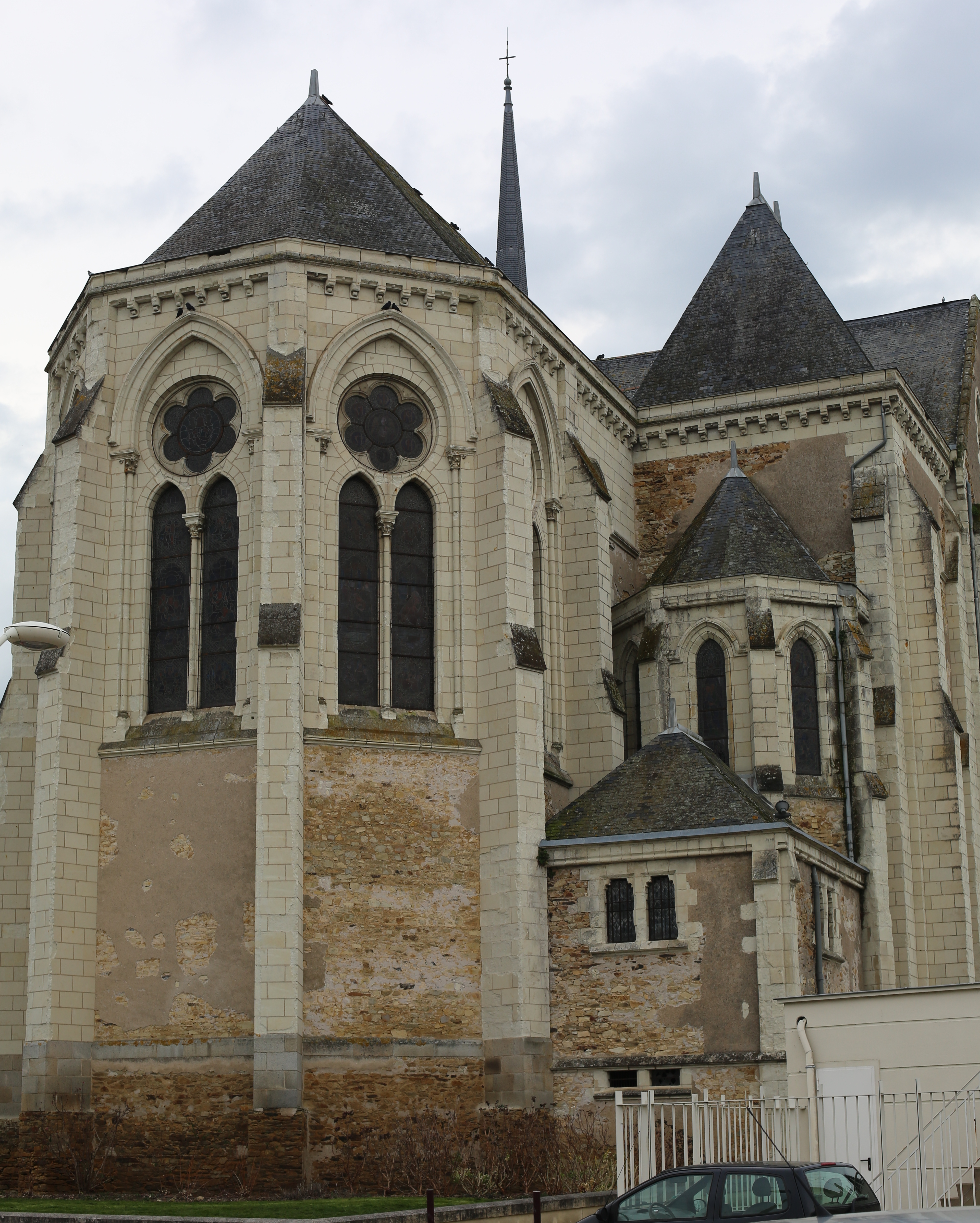
サン・マルタン教会

コミューンはアンジェと25km、スグレと15km離れている。ウドン川が町とイル・ブリアン公園を分けるように流れ、マイエンヌ川に合流する。

## 由来
リオンという地名は、おそらくローマ軍団を意味するLégionからきている。ローマ軍団カエサルが、ガロ＝ローマ時代に設置されたことが報告されている。その後10世紀には、Legioという名となっていたことで、この説が支持されるようになった。

## 人口統計
| 1962年 | 1968年 | 1975年 | 1982年 | 1990年 | 1999年 | 2006年 | 2012年 |
| ------ | ------ | ------ | ------ | ------ | ------ | ------ | ------ |
| 2226   | 2215   | 2327   | 2709   | 3095   | 3347   | 3705   | 3888   |

source=1999年までLdh/EHESS/Cassini、2004年以降INSEE

## 姉妹都市
- ウィヴリスコム、イギリス
- バート・ブハウ、ドイツ
- ニヴニツェ、チェコ